# Piero Taruffi
Pierino Antonio Alberto „Piero“ Taruffi (* 12. Oktober 1906 in Albano Laziale; † 12. Januar 1988 in Rom) war ein italienischer Konstrukteur, Formel-1-, Sportwagen- und Motorradrennfahrer sowie Motorrad- und Sportwagenweltrekordler.

## Karriere

### Anfänge im Motorsport
Taruffi verwandte seine Ingenieurkenntnisse jahrzehntelang dazu, das Gilera-Motorrad-Team technisch wie fahrerisch voranzubringen. Seine Rennfahrerkarriere startete er Anfang der 1920er-Jahre auf zwei Rädern, 1923 bestritt er mit einem Fiat sein erstes Autorennen.
An der Mille Miglia nahm er das erste Mal 1930 teil und verzeichnete drei Jahre später einen dritten Platz. Am Ende seiner Karriere konnte er bei diesem Rennen für Sportwagen auch einen Sieg erringen.
Im Jahr 1932 gewann Taruffi auf der Pista del Littorio in Rom auf einer von der Scuderia Ferrari eingesetzten Norton die Motorrad-Europameisterschaft in der 500-cm³-Klasse.

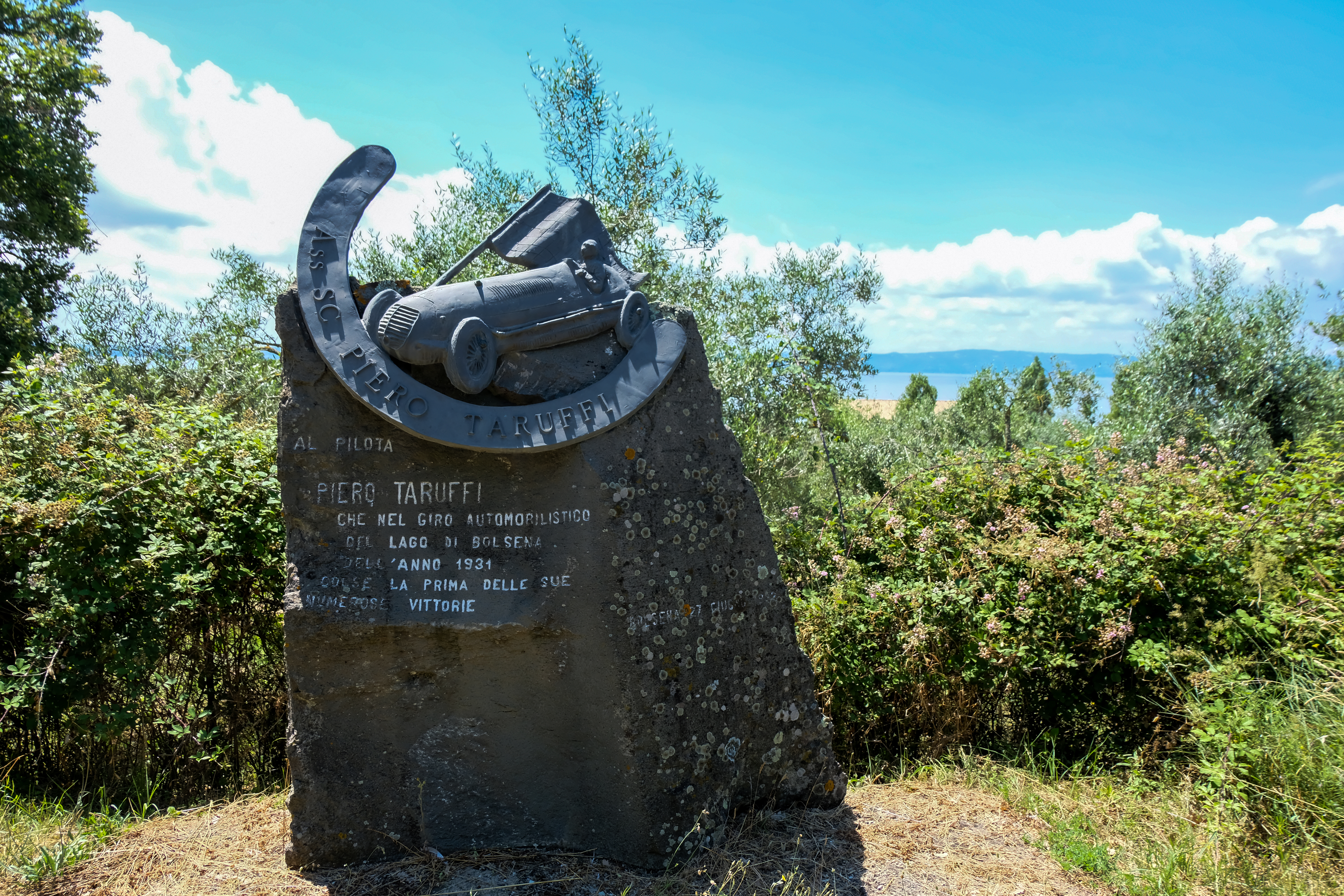
Denkmalf für Piero Taruffi am Bolsenasee, Juli 2023

1937 gelang Taruffi auf einer Gilera Rondine der damalige Geschwindigkeitsweltrekord für Motorräder mit 274,181 km/h über den so genannten „fliegenden Kilometer“. In den 1950er Jahren erzielte er mit der Tarf verschiedene Weltrekorde.

### Formel 1
Bei der Automobil-Weltmeisterschaft 1950 steuerte Taruffi einen Alfa Romeo Tipo 158 beim Grand Prix von Italien in Monza. Im folgenden Jahr – vor dem Rückzug Alfa Romeos aus der Weltmeisterschaft – wechselte Taruffi zum Konkurrenten Ferrari und belegte gleich beim Großen Preis der Schweiz hinter Juan Manuel Fangio in einem Alfa Romeo Tipo 159 einen zweiten Platz. Dank weiterer guter Platzierungen rangierte er im Endklassement auf der sechsten Position.
Die Automobil-Weltmeisterschaft 1952 wurde sein bestes Jahr. Beim Großen Preis der Schweiz erreichte Taruffi seinen einzigen Sieg. Dabei profitierte er von der Abwesenheit Alberto Ascaris, der beim Indianapolis 500 antrat, sowie vom Ausfall von Giuseppe Farina. Auch bei den anderen Rennen punktete Taruffi und erreichte in der Weltmeisterschaft mit 22 Punkten einen dritten Platz.
Nachdem er 1954 einen Vertrag mit Lancia unterzeichnet hatte, um mit dieser Marke Sportwagenrennen zu bestreiten, bestritt Taruffi nur noch sporadisch einige Formel-1-Rennen für Mercedes, Maserati und Vanwall. 1956 zog er sich vollständig vom Monoposto-Sport zurück.

### Sportwagenkarriere
1951, während seiner Ferrari-Zeit, gewann Taruffi die Carrera Panamericana.
Den Wechsel zu Lancia brauchte Taruffi nicht zu bereuen, da ihm 1954 sowohl der Sieg bei der Targa Florio und dem Giro di Sicilia gelang. Letzteres Rennen konnte er ebenso 1955 für sich entscheiden.
1957 gewann Taruffi die letzte Mille Miglia. Danach beendete er im Alter von 51 Jahren seine Rennfahrerkarriere und zog sich endgültig vom Rennsport zurück.

### Sonstiges
1958 verfasste Taruffi das Buch Stil und Technik des Rennfahrers: Erfahrungen eines Meisters im Rennsport (italienisch Tecnica e pratica della guida automobilistica da corsa).
1959 wurde seine Tochter Prisca Taruffi geboren. Sie ist ebenfalls Rennfahrerin.
Ihm zu Ehren heißt die Rennstrecke von Campagnano di Roma offiziell Autodromo Vallelunga – Piero Taruffi.

## Statistik

### Statistik in der Automobil-Weltmeisterschaft

#### Grand-Prix-Siege
- 1952:  Schweiz (Bremgarten)

#### Gesamtübersicht
| Saison | Team                      | Chassis                 | Motor              | Rennen | Siege | Zweiter | Dritter | Poles | schn. Rennrunden | Punkte | WM-Pos. |
| ------ | ------------------------- | ----------------------- | ------------------ | ------ | ----- | ------- | ------- | ----- | ---------------- | ------ | ------- |
| 1950   | Alfa Romeo SpA            | Alfa Romeo Typ 158      | Alfa Romeo 1.5 L8s | 1      | −     | −       | −       | −     | −                | −      | –       |
| 1951   | Scuderia Ferrari          | Ferrari 375F1           | Ferrari 4.5 V12    | 5      | −     | 1       | −       | −     | −                | 10     | 6.      |
| 1952   | Scuderia Ferrari          | Ferrari 500             | Ferrari 2.0 L4     | 6      | 1     | 1       | 1       | −     | −                | 22     | 3.      |
| 1954   | Scuderia Ferrari          | Ferrari 625             | Ferrari 2.5 L4     | 1      | −     | −       | −       | −     | −                | −      | –       |
| 1955   | Scuderia Ferrari          | Ferrari 555 Supersqualo | Ferrari 2.5 L4     | 1      | −     | −       | −       | −     | −                | −      | 6.      |
| 1955   | Daimler Benz A.G.         | Mercedes-Benz W196      | Mercedes 2.5 L8    | 2      | −     | 1       | −       | −     | −                | 9      | 6.      |
| 1956   | Officine Alfieri Maserati | Maserati 250F           | Maserati 2.5 L6    | 1      | −     | −       | −       | −     | −                | −      | –       |
| 1956   | Vandervell Products Ltd.  | Vanwall VW2             | Vanwall 2.5 L4     | 1      | −     | −       | −       | −     | −                | −      | –       |
| Gesamt | Gesamt                    | Gesamt                  | Gesamt             | 18     | 1     | 3       | 1       | −     | −                | 41     |         |

#### Einzelergebnisse
| Saison | 1 | 2   | 3   | 4   | 5 | 6   | 7   | 8 | 9 |
| ------ | - | --- | --- | --- | - | --- | --- | - | - |
| 1950   |   |     |     |     |   |     |     |   |   |
|        |   |     |     |     |   | DNF |     |   |   |
| 1951   |   |     |     |     |   |     |     |   |   |
| 2      |   | DNF |     |     | 5 | 5   | DNF |   |   |
| 1952   |   |     |     |     |   |     |     |   |   |
| 1      |   | DNF | 3   | 2   | 4 |     | 7   |   |   |
| 1954   |   |     |     |     |   |     |     |   |   |
|        |   |     |     |     | 6 |     | DNA |   |   |
| 1955   |   |     |     |     |   |     |     |   |   |
|        | 8 |     | DNA |     | 4 | 2   |     |   |   |
| 1956   |   |     |     |     |   |     |     |   |   |
|        |   |     |     | DNF |   |     | DNF |   |   |

| Legende  | Legende            | Legende                                                          |
| Farbe    | Abkürzung          | Bedeutung                                                        |
| -------- | ------------------ | ---------------------------------------------------------------- |
| Gold     | –                  | Sieg                                                             |
| Silber   | –                  | 2. Platz                                                         |
| Bronze   | –                  | 3. Platz                                                         |
| Grün     | –                  | Platzierung in den Punkten                                       |
| Blau     | –                  | Klassifiziert außerhalb der Punkteränge                          |
| Violett  | DNF                | Rennen nicht beendet (did not finish)                            |
| Violett  | NC                 | nicht klassifiziert (not classified)                             |
| Rot      | DNQ                | nicht qualifiziert (did not qualify)                             |
| Rot      | DNPQ               | in Vorqualifikation gescheitert (did not pre-qualify)            |
| Schwarz  | DSQ                | disqualifiziert (disqualified)                                   |
| Weiß     | DNS                | nicht am Start (did not start)                                   |
| Weiß     | WD                 | zurückgezogen (withdrawn)                                        |
| Hellblau | PO                 | nur am Training teilgenommen (practiced only)                    |
| Hellblau | TD                 | Freitags-Testfahrer (test driver)                                |
| ohne     | DNP                | nicht am Training teilgenommen (did not practice)                |
| ohne     | INJ                | verletzt oder krank (injured)                                    |
| ohne     | EX                 | ausgeschlossen (excluded)                                        |
| ohne     | DNA                | nicht erschienen (did not arrive)                                |
| ohne     | C                  | Rennen abgesagt (cancelled)                                      |
| ohne     | keine WM-Teilnahme |                                                                  |
| sonstige | P/fett             | Pole-Position                                                    |
| sonstige | 1/2/3/4/5/6/7/8    | Punktplatzierung im Sprint-/Qualifikationsrennen                 |
| sonstige | SR/kursiv          | Schnellste Rennrunde                                             |
| sonstige | *                  | nicht im Ziel, aufgrund der zurückgelegten Distanz aber gewertet |
| sonstige | ()                 | Streichresultate                                                 |
| sonstige | unterstrichen      | Führender in der Gesamtwertung                                   |

### Le-Mans-Ergebnisse
| Jahr | Team            | Fahrzeug   | Teamkollege      | Platzierung | Ausfallgrund |
| ---- | --------------- | ---------- | ---------------- | ----------- | ------------ |
| 1953 | Scuderia Lancia | Lancia D20 | Umberto Maglioli | Ausfall     | Motorschaden |

### Sebring-Ergebnisse
| Jahr | Team                      | Fahrzeug              | Teamkollege   | Teamkollege    | Platzierung     | Ausfallgrund |
| ---- | ------------------------- | --------------------- | ------------- | -------------- | --------------- | ------------ |
| 1954 | Scuderia Lancia           | Lancia D24            | Robert Manzon |                | Disqualifiziert |              |
| 1955 | Luigi Chinetti            | Ferrari 750 Monza     | Harry Schell  |                | Rang 5          |              |
| 1956 | Officine Alfieri Maserati | Maserati 300S         | Jean Behra    | Cesare Perdisa | Rang 5          |              |
| 1957 | Lindsay Hopkins           | Chevrolet Corvette SS | John Fitch    |                | Ausfall         | Aufhängung   |

### Einzelergebnisse in der Sportwagen-Weltmeisterschaft
| Saison | Team                             | Rennwagen                                    | 1   | 2   | 3   | 4   | 5   | 6   | 7   |
| ------ | -------------------------------- | -------------------------------------------- | --- | --- | --- | --- | --- | --- | --- |
| 1953   | Lancia                           | Lancia D20 Lancia D24                        | SEB | MIM | LEM | SPA | NÜR | RTT | CAP |
| 1953   | Lancia                           | Lancia D20 Lancia D24                        |     | DNF | DNF |     | DNF |     | 2   |
| 1954   | Lancia Floyd Clymer              | Lancia D24 Ford 6                            | BUA | SEB | MIM | LEM | RTT | CAP |     |
| 1954   | Lancia Floyd Clymer              | Lancia D24 Ford 6                            |     | DNF | DNF |     | 2   | 34  |     |
| 1955   | Luigi Chinetti Scuderia Ferrari  | Ferrari 750 Monza Ferrari 118LM Ferrari 857S | BUA | SEB | MIM | LEM | RTT | TAR |     |
| 1955   | Luigi Chinetti Scuderia Ferrari  | Ferrari 750 Monza Ferrari 118LM Ferrari 857S |     | 5   | DNF |     | 6   |     |     |
| 1956   | Maserati                         | Maserati 300S                                | BUA | SEB | MIM | NÜR | KRI |     |     |
| 1956   | Maserati                         | Maserati 300S                                |     | 5   | DNF | 1   | DNF |     |     |
| 1957   | Lindsay Hopkins Scuderia Ferrari | Chevrolet Corvette SS Ferrari 315S           | BUA | SEB | MIM | NÜR | LEM | KRI | CAR |
| 1957   | Lindsay Hopkins Scuderia Ferrari | Chevrolet Corvette SS Ferrari 315S           |     | DNF | 1   |     |     |     |     |